# 프앙테 뒤 오크
프앙테 뒤 오크(프랑스어: La Pointe du Hoc, fr)는 북프랑스의 노르망디 해안가에서 영국 해협을 내려다보는 30m 길이의 절벽이다. 제2차 세계 대전 당시 이 지역은 유타 해변과 오마하 해변 사이의 가장 높은 고지였다. 독일군은 콘크리트 구조물과 해안 포대로 이 지역을 요새화했다. 1944년 6월 6일, 미국 육군의 레인저 임시부대가 절벽 밑에 상륙하여 이 지역을 공격한 이후 점령했다. 이 지역을 점령할 때 미군은 엄청난 피해를 입어야 했다.

## 배경

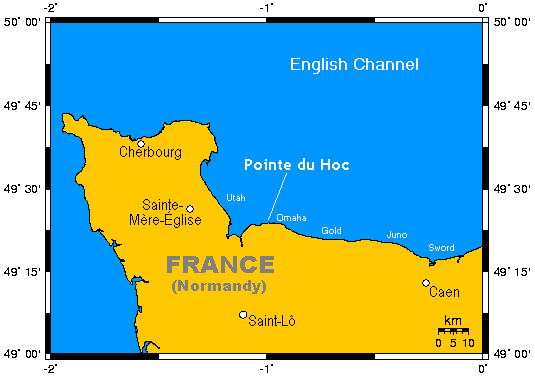
노르망디에서 프앙테 뒤 오크의 위치

프앙테 뒤 오크는 오마하 해변으로부터 서쪽으로 약 6.4km 떨어진 곳에 위치하고 있다. 대서양 방벽 요새의 일부로써, 주요한 절벽의 봉우리 지역은 독일군에 의해 요새화되었다. 포대는 포획한 제1차 대전의 프랑스 대포 GPF 155mm K418를 콘크리트 포대 구조물에 보관하여 1943년 초기 지어졌다. A 포대는 제1260해안포병여단이 관리하고 있었다. 이 포대에 대한 공격을 방어하기 위해 제352보병사단이 포대 인근에 주둔하고 있었다.

## 서막

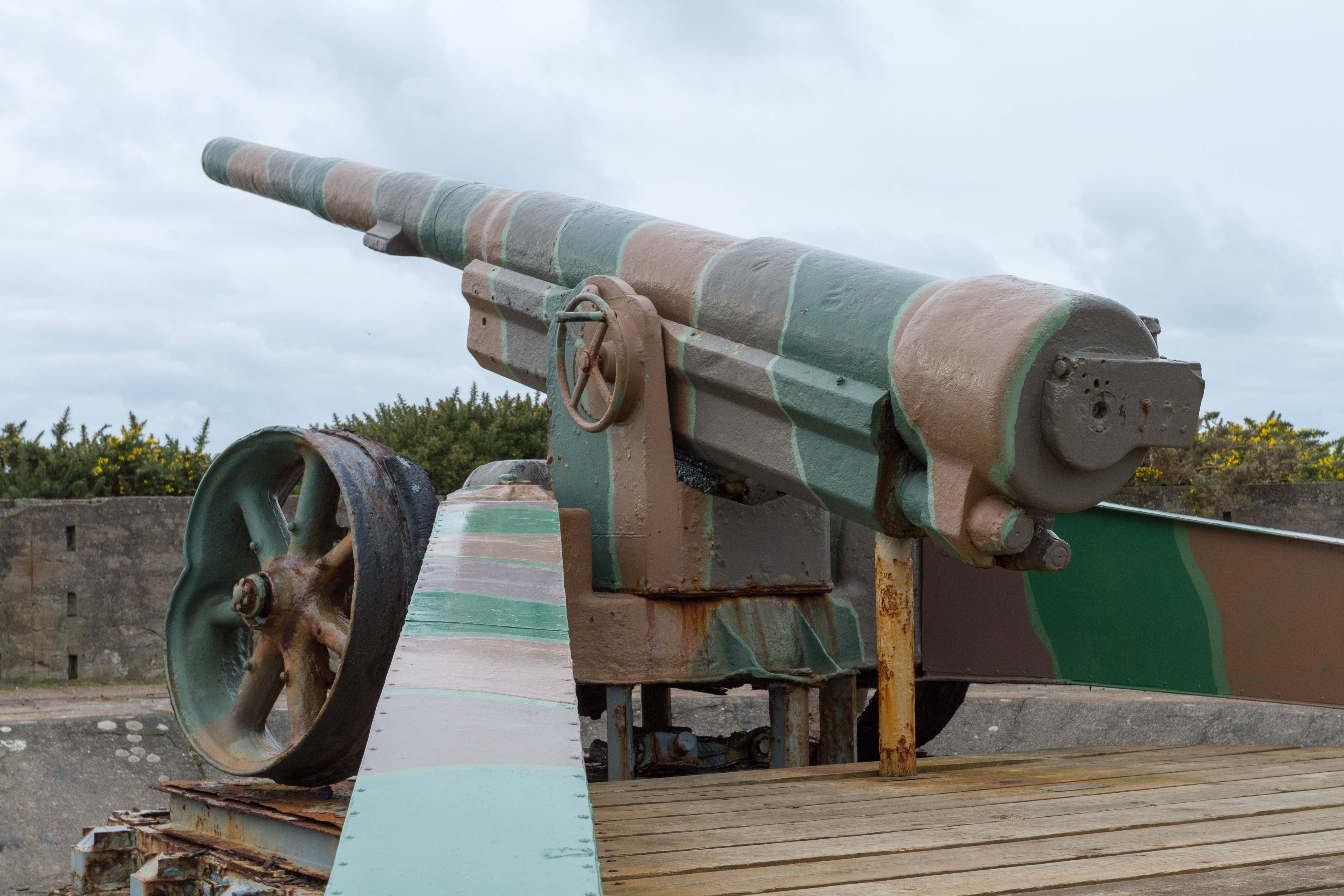
저지섬에 지어진 대서양 방벽의 해안 요새로, 프앙테 뒤오크에 쓰인 포와 그 종류가 같다.

방어 능력을 강화하기 위해 독일군은 1944년 봄 포대의 방어력을 향상시키기 시작했다. 이들은 해안 포대 H671 콘크리트 포곽으로 동봉하였다. 6개의 포곽이 지어질 예정이었지만 2개는 연합군의 공격으로 지어질 수 없었다. H636 관측 포대와 L409a 고지가 20mm FLAK 30 대공포로 무장되었다. 155mm 포는 오마하 해변 및 유타 해변의 연합군 상륙에 있어서 위협적인 것으로, 연합군 상륙 병력에 큰 사상자를 유발할 수 있었다. 이에 따라 1944년 4월 이 지역은 155mm 포를 독일군이 제거한 이후 공습을 받았다. 오버로드 작전 준비 기간 동안 프앙테 뒤 오크는 디데이 초기 주요 방어 지점을 육군 병력이 공격해야 할 지역으로 결정되었다. 제2대대는 프앙테 뒤 오크의 공격을 준비했으나 이것이 연기 되어 제2대대의 잔병과 제5대대는 프앙테 뒤 오크를 이차적인 상륙 지점으로 받아들였다. 독일군이 프앙테 뒤 오크의 주요 무기들을 제거했지만 해안 교두보는 근처 메이지 포대에 의해 공격을 받았다, 메이지에 있는 포대의 재발견은 6월 9일까지 연합군 해안 교두보에 포격을 가하기 전까지 아무도 몰랐다.

## 계획

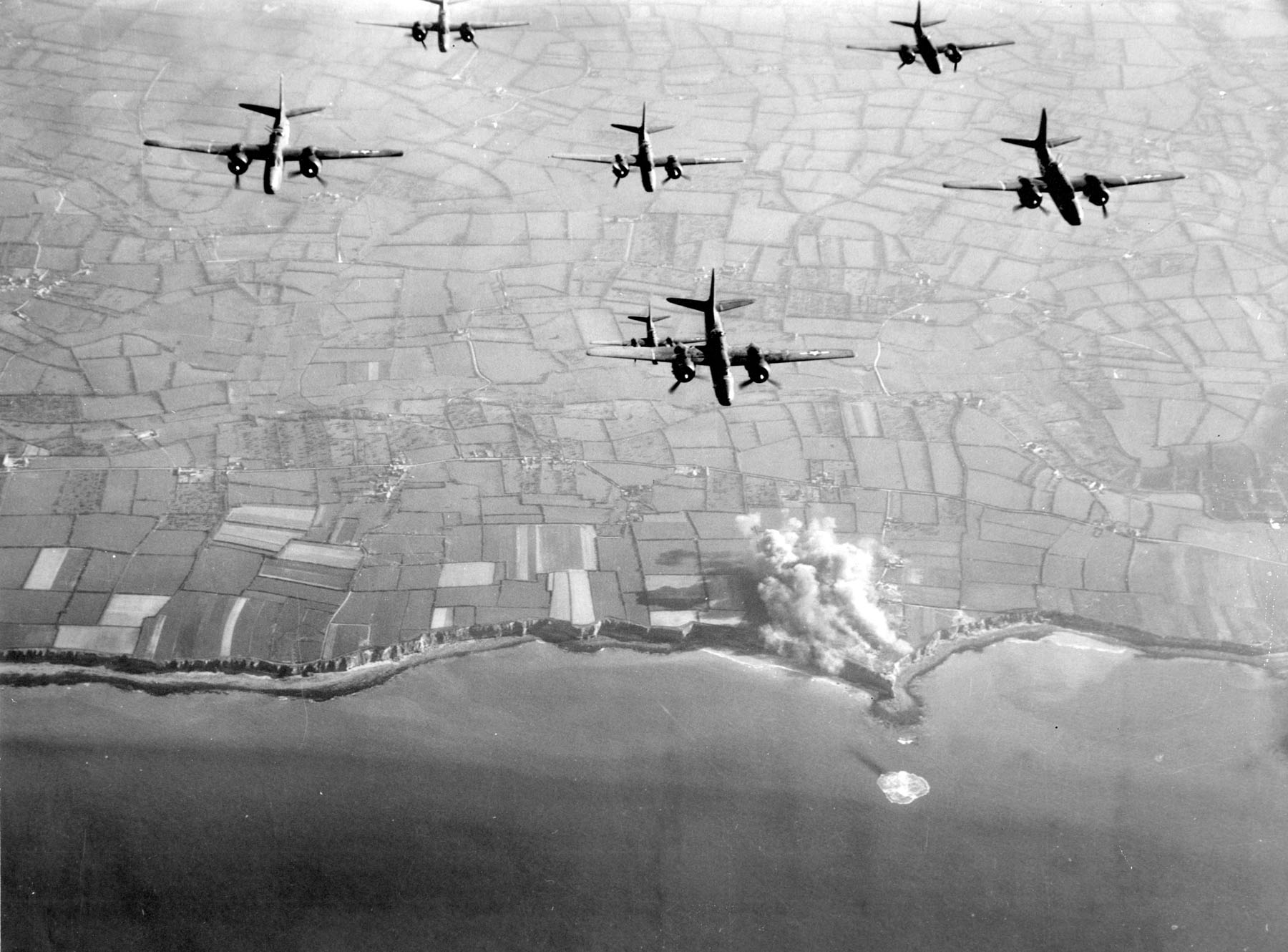
제9항공부대 B-26 마라우더 폭격기가 침공 이전 프앙테 뒤 오크 지역에 폭격을 가하는 모습

레오나르드 T. 게로의 미국 제5군단이 프앙테 뒤 오크를 담당하고 있었는데, 미국 제1보병사단이 이 지역으로 가 우익 공격 편대를 형성했고, 제116보병연대는 제29보병사단과 합쳐졌다. 이들은 추가적으로 2개의 레인저대대를 부여받아 공격 임무를 수행하게 했다. 레인저 대대는 제임스 얼 러더 중령이 지휘를 맡고 있었다. 계획은 레인저 3개 중대가 절벽 바로 밑의 해안에 상륙하여 줄과 사다리를 사용하여 올라가고, 적의 공격이 있다면 이들과 직접 맞서 싸우며 절벽 위에서 적군과 교전하는 것이었다. 이것이 주요 상륙 이전에 마쳐애 될 임무였다. 영국 특공대의 지휘 하에 레인저는 와이트 섬에서 절벽 강습을 훈련받았다.
대령 클리블랜드 리틀레는 A 집단이라 알려진 제2레인저대대의 D, E, F 중대를 맡게 되었다. TSS 벤마이츠리 상륙 주정에서 탑승하는 동안의 브리핑에서 그는 자유 프랑스 군대의 보고로부터 포대가 제거되지 않았다는 보고를 받았다. 약간의 취기로 인해, 리틀레는 공격이 불필요하고 자살적인 행위라고 강경하게 밝히며 그의 지휘관 직을 포기했다. 곧 임시 레인저 부대 지휘관으로 러더가 임명되었고, 러더는 리틀레가 그가 믿음을 가지지 않는 임뭉[사 부대를 확실하게 이끌 수 없다고 느꼈다. 리틀레는 제90보병사단의 사단장이 되어 수훈 십자장을 받게 된다.

## 전투

### 상륙

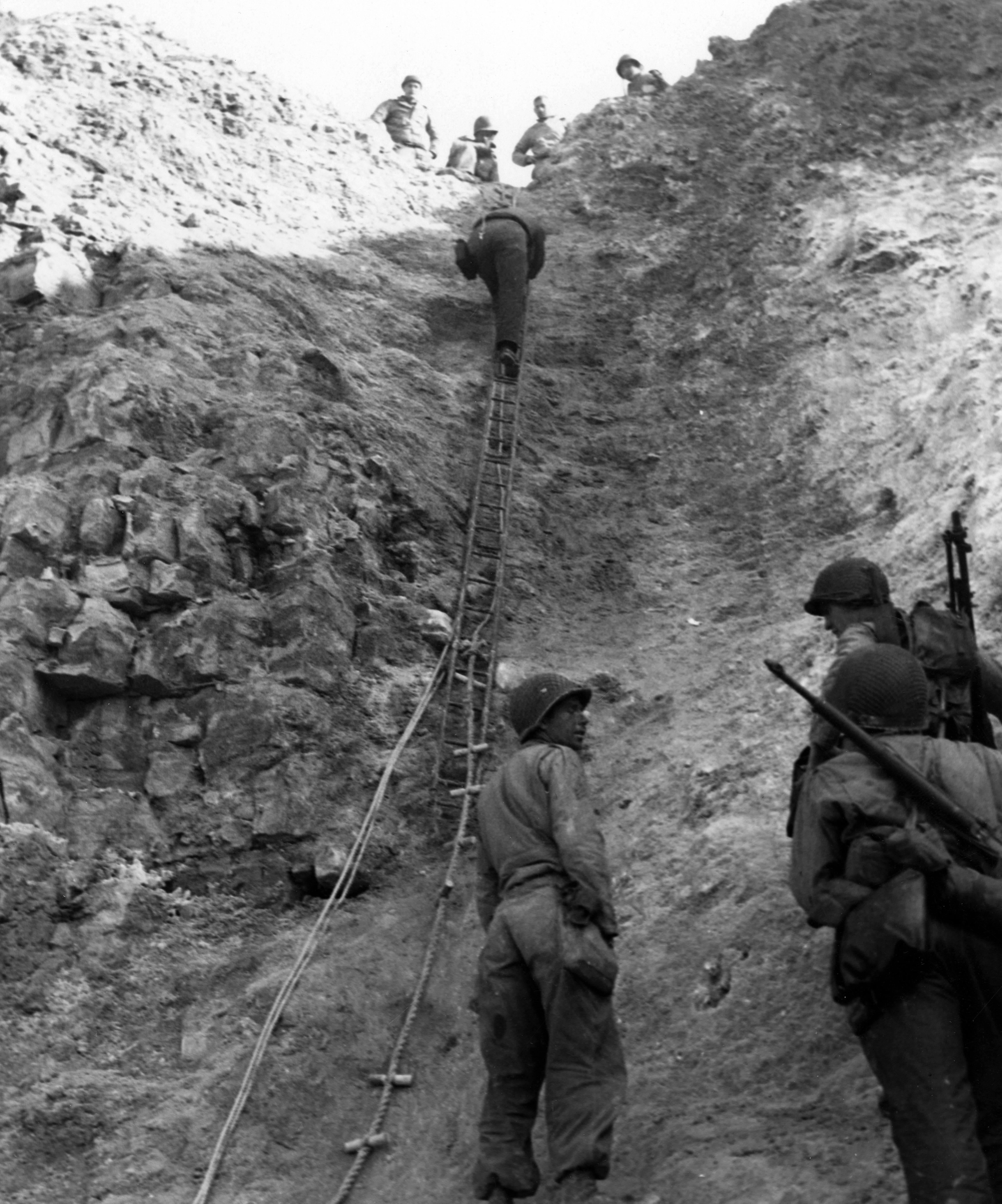
제2레인저대대가 프앙테 뒤 오크 절벽을 오르기 위해 줄사다리를 타고 올라가고 있다.

강습 부대는 10개의 상륙 주정 및 2개의 지원품 보급선, 그리고 런던 소방서에서 구한 30m 사다리를 실은 4대의 DUKW 상륙 트럭이 프앙테 뒤오크에 상륙했다. 상륙 주정 1척이 가라앉았고, 탑승자 1명과 수영을 해서 살아남은 1명을 제외한 전원이 익사했다. 1대의 보급선이 가라앉았고, 다른 1대는 과적하여 둥둥 떠다닐 수 밖에 없었다. DUKW 1대도 독일군의 공격으로 가라앉았다. 해안가에 다다르자 독일군 박격포와 기관총이 상륙 주정을 향해 공격을 시작했다. 이러한 초기의 교착으로 상륙은 40분 간 지연되었지만 공격용 상륙 주정은 절벽의 바로 밑에 레인저 대대를 상륙시키는 데 성공했다. 7시 10분에 병력의 절반이 절벽에 도착했다. 레인저 대대는 상륙 주정에 갈고리 돛과 줄 사다리를 절벽에 걸기 위해 로켓 발사대를 장착했고, 레인저 대원들이 절벽을 오르기 시작하자 USS 새털리와 HMS 탈리본트가 그들에게 화력 지원을 해주었고, 절벽 위의 독일군 방어자들이 공격 부대를 향해 공격을 할 수 없게 만들었다. 절벽은 사다리가 닿는 길이보다 조금 더 높았다.

### 공격
본래 계획은 추가적이고 더 많은 레인저 부대, 즉 8개의 레인저 중대인 제2레인저대대의 A, B중대와 제5레인저대대 전체에게 강습이 성공적이라면 첫 공격을 개시하는 것이었다. 절벽에서 쏜 화염탄이 제2부대가 알려야 했던 공격의 신호였지만, 상륙이 지연된데다가 신호가 늦게 알려졌기 때문에 프앙테 뒤 오크로 가야 할 레인저 대대가 오마하 해변에서 상륙하고 말았다. 더욱이 레인저 대대 500명이 상륙이 정지된 오마하 해변으로 진격하면서 프앙테 뒤 오크는 재앙적인 지역이 되고 말았는데, 이는 해변 너머 지역에서 공격이 제대로 이루어지지 않아 독일군의 방어선을 제거할 수 없었기 때문이었다. 절벽 위의 병력은 무선 장비가 제대로 작동되지 않는 것도 발견했다. 요새화된 지역으로 이동하던 대부분의 레인저 대원들은 처음으로 공격의 주요 목표였던 포대가 제거되었음을 알게 되었다. 절벽 위에서 재편성한 레인저 대원들은 포를 찾기 위해 작은 규모로 정찰에 나섰으며 6개의 포 중 5개를 발견하여 백린수류탄으로 제거했다.

### 독일군 반격
프앙테 뒤 오크에서 벌어진 전투 중 가장 치열했던 부분은 성공적인 절벽 강습 이후에 발발했다. 중요한 고지를 사수하기로 결정했지만 여전히 다른 연합군으로부터 고립된 레인저 대대는 독일 제914척탄병여단으로부터 여러 차례 반격을 받았다. 제5레인저대대와 제116보병여단이 프앙테 뒤 오크로 진격하였지만 제2레인저대대의 23명만이 제5레인저대대와 저녁에 만날 수 있었다. 독일군은 절벽을 따라 난 작은 입구로 레인저 대원들을 유인하여 몇몇을 포로로 잡았다.:84-140 6월 8일 아침이 되어서야 프앙테 뒤 오크의 레인저 대대가 제2레인저대대 및 제5레인저대대 전체와 제116보병여단의 제1대대, 그리고 제743전차대대의 몇몇 전차들과 만날 수 있었다.:133-134 이틀 간의 전투로 225명 이상이었던 레인저 부대의 초기 병력은 90명으로 줄어들었다. 전투 이후 몇몇 레인저들은 프랑스 시민들이 독일군의 편에 참여해 싸웠다고 확신하게 되었다. 수많은 프랑스 시민들이 미군에 총을 쏜 것이나 독일군 포병 관측자로 복무한 것이 원인이 되어 총살당했다.